# ناحیه لورگاردن (نیواورلئان)
ناحیه لورگاردن (به انگلیسی: Lower Garden District) یک منطقهٔ مسکونی در ایالات متحده آمریکا است که در لوئیزیانا واقع شده‌است. ناحیه لورگاردن ۴٬۵۴۲ نفر جمعیت دارد و ۱٫۸۳ متر بالاتر از سطح دریا واقع شده‌است.